# Pseudomicrocara rufusensis
Pseudomicrocara rufusensis là một loài bọ cánh cứng trong họ Scirtidae. Loài này được Watts miêu tả khoa học năm 2007.